# Lyonia elliptica
Lyonia elliptica là một loài thực vật có hoa trong họ Thạch nam. Loài này được (C. Wright ex Small) Alain mô tả khoa học đầu tiên năm 1956.